# Шатберди
Монастырь Шатберди (груз. შატბერდი შატბერდი) —  грузинский православный монастырский комплекс построенный в IX веке в историческом регионе Кларджети, ныне в составе Турции. Руины главной церкви монастыря, Шатбердской церкви, находятся в центральном районе провинции Артвин, в деревне Окумушлар, ранее называемой Боселта.

## История
Монастырь Шатберди был основан в 820-830 годах под руководством Григолом Хандзтели. Ранее считалось, что монастырь Шатберди и монастырь Ахалдаба в деревне Лонготхеви были одним и тем же монастырем. При создании монастыря Шатберди поддержку оказал Баграт I Курапалат. Здесь был создан «Шатбердский сборник», Здесь были скопированы «Адишский четвероглав» (897 г.), «Джручский I четвероглав» (936 г.) и «Пархальский I четвероглав» (973 г.). В ходе исследования на поверхности в деревне, где расположен монастырь, был обнаружен камень с украшениями, который принадлежал Шатбердскому монастырю. Камень с растительными мотивами (25 × 26 м) в настоящее время находится на стене одного из домов. Отсюда видно, что камни разрушенных зданий монастыря были использованы в строительстве домов.

## Архитектура
Монастырь Шатберди включал в себя церковь, келии и другие постройки. Главная церковь монастыря была посвящена Пресвятой Богородице и имела купольное строение. От нее остались только руины. Из остатков стен на востоке, юге и севере можно определить, что размеры церкви снаружи составляли около 27 × 18 метров. По конструкции стен видно, что церковь была построена в первой половине IX века. Полукруглый апсид и две боковые клетки были ограничены прямой стеной с востока.  Замечено, что позже к северной стене церкви была добавлена еще одна постройка.
Считается, что одной из функций Шатбердской крепости, расположенной сразу рядом с монастырем, была защита монастыря. Кроме того, в крепости также находилась церковь, которая тоже полностью разрушилась.